# Gerardo Sangiorgio
Gerardo Sangiorgio (Cancello Arnone, 20 maggio 1921 – Biancavilla, 4 marzo 1993) è stato un poeta, saggista e memorialista italiano, che si oppose al regime fascista della Repubblica di Salò venendo rinchiuso nei lager - prima in quello di Bonn am Rhein e successivamente in quello di Düsseldorf.

## Biografia

### I primi anni (1921-1943)
Gerardo Sangiorgio nasce a Cancello Arnone, provincia di Caserta, il 20 maggio 1921 da Placido e Assunta Fugaro. Qui il padre si era trasferito da Biancavilla per prestare servizio in qualità di maresciallo dei carabinieri reali a cavallo presso la Reggia di Caserta nella scorta di Vittorio Emanuele III. Tre anni dopo, nel 1924, la famiglia Sangiorgio ritorna a Biancavilla, dove il piccolo Gerardo inizia gli studi elementari sotto la guida del maestro Giulio Zappalà. Nell’anno 1932 superò brillantemente gli esami di ammissione al I Ginnasio, odierna I media, presso il Liceo classico  “Nicola Spedalieri” di Catania, città nella quale la famiglia si era intanto stabilita per permettere alla sorella Italia e al fratello Francesco di frequentare l’Istituto magistrale.
Nel 1937 la famiglia ritorna a Biancavilla. Gerardo si iscrive al Liceo classico “Giovanni Verga” di Adrano, dove consegue a pieni voti la maturità nel 1940. Si iscrive alla Facoltà di Lettere dell’Università di Catania.
Costretto a interrompere gli studi, viene chiamato a febbraio ad espletare il servizio di leva a Piacenza col grado di Caporale Maggiore nel 65º Reggimento di Fanteria Motorizzato. Da qui viene inviato, il 15 luglio 1942, sul fronte di Grecia, che abbandonò dopo pochi mesi perché malato di nevrosi cardiaca. Fece ritorno, pertanto, a Piacenza.
Qui apprende la notizia della deposizione di Mussolini del 25 luglio 1943.

### Il Lager (1943-1945)
Da Piacenza viene trasferito il 1º settembre 1943, ormai prossimo al congedo, alla Scuola di Applicazione Fanteria di Parma, uno dei luoghi militari più animati sul piano culturale. Diversi anni prima ne furono allievi Eugenio Montale e Francesco Meriano. Qui apprende la notizia della firma dell’armistizio.
Nelle Memorie di Prigionia, scritte a molti anni di distanza dagli avvenimenti, racconta che la notte del 9 settembre 1943, il giorno dopo l’armistizio, l'illusione della fine della guerra svanì con il cannoneggiamento dei Tedeschi che assediavano Parma e distruggevano il Palazzo ducale, dove aveva sede la caserma. All’alba i tedeschi ordinarono ai soldati di scendere in cortile, ponendoli di fronte alla scelta tra la libertà in cambio del giuramento di fedeltà alla Repubblica di Salò e la deportazione nei Lager in Germania. Sangiorgio scelse la seconda via.
Fu caricato sui vagoni piombati diretti in Germania, «merce comune identificata solo da un numero», scrive nelle Memorie. Il treno fermò la sua corsa nel campo di sterminio K.Z. di Neubrandenburg presso Neusterlitz. Da qui per uno strano gonfiore al viso fu trasferito nel campo di Bonn am Rhein e poi, nell’inverno del 1944, a Düisdorf insieme a 40 compagni di sventura al famigerato VII stalag, direttamente collegato col campo di concentramento di Mathausen.
Durissime le condizioni di vita nel campo. All’inizio i prigionieri furono costretti a costruire un serbatoio d’acqua, poi nella «Magnetfabrik di “Leichtmetal”», racconta ancora nelle Memorie, a smerigliare piccoli oggetti «fino al raggiungimento di un determinato spessore: pezzi lunghetti da rendere come sigarette e altri cilindrici da rendere del diametro di circa 2 cm». Capitava spesso che qualcuno ci rimetteva qualche dito. Frequenti erano gli episodi di disumanità, anche per futili motivi.
Nel dicembre del 1944 cominciò finalmente a farsi sentire l’eco dei bombardamenti delle forze alleate che combattevano nella zona delle Ardenne. Un giorno  – si approssimava il Natale – una bomba colpì la fabbrica. Seguì un confuso fuggi fuggi per la campagna, che per Sangiorgio equivalse alla salvezza. Il giorno prima il peso del suo corpo era risultato superiore appena di 800 grammi rispetto ai 40 chili, limite sotto il quale la ferrea precisione dei Tedeschi aveva fissato l’inabilità al lavoro. Scendere sotto questa asticella significava morte certa. Per il momento gli fu risparmiata la vita. Ma sapeva che il giorno dopo sarebbe tutto finito. Le bombe gli salvarono la vita. Esse distrussero il campo. Le baracche dei prigionieri saltarono in aria. Dopo varie peripezie riuscì a fuggire con altri prigionieri.
Fecero a piedi i cento chilometri che separano Duisdorf da Aquisgrana, dove era stato allestito un campo di raccolta di ex prigionieri, sotto una pioggia fitta di bombe. Trovarono riparo in un rudimentale rifugio, fatto di assi sconnesse, dove rischiarono di restare sepolti vivi per il cannoneggiamento delle forze alleate, che scambiarono i fuggiaschi per soldati tedeschi. Ma per loro fortuna il fragore dei cannoni e il frastuono delle bombe mutò direzione.
Uscirono all’aria aperta, in una zona controllata dagli americani, e riottennero così la libertà.

### Dopo il ritorno dal Lager (1946-1993)
Da Aachen a Gerardo fu permesso di partire solo il 9 agosto 1945. Il 28 luglio 1953 fu insignito della Croce al Merito di Guerra, il 15 novembre 1979 ricevette l’autorizzazione da parte del Ministero della Difesa di adoperare il Distintivo d’onore per i patrioti Volontari della libertà, e il 9 ottobre 1984 il titolo onorifico di “Combattente per la Libertà d’Italia 1943-1945” da parte del Presidente della Repubblica Sandro Pertini e del Ministro della Difesa Giovanni Spadolini.
Ritornò agli studi letterari. Malgrado non avesse frequentato le lezioni, gli venne concesso di sostenere gli esami, e il 27 marzo 1946 conseguì la laurea in Lettere classiche. Cominciò la carriera di docente alla Scuola di Avviamento di Arienzo (1947), da cui passò alla Scuole medie di Paternò (1949), Adrano (1950) e Biancavilla (1960), da qui al Liceo scientifico di Adrano (1970) e infine di nuovo a Biancavilla nella sezione distaccata dell’Istituto Tecnico Industriale “Stanislao Cannizzaro” (1974) (oggi Istituto Tecnico Industriale "Mario Rapisardi"), dove concluse la sua carriera.
Il 27 gennaio 2019 gli è stata intitolata l’Aula magna dell’Istituto.
Il 2 marzo 1978 sposò Maria Cuscunà a Biancavilla. Da questo matrimonio nasceranno due figli, Placido Antonio il 24 novembre del 1978 e Rita Assunta Chiara il 30 ottobre del 1980.
Strinse rapporti di amicizia con artisti come Vincenzo Merola, che gli dedicherà nel 1948 il volume Sulla via dell’arte e nel 1951 Il fiore dell’arte, con Leonardo Sciascia nel 1979 e con Gesualdo Bufalino nel 1982. Collaborò con prestigiose testate letterarie e non, quali L’amico della gioventù, La Tecnica della scuola, La crociata del Vangelo, Il pungolo verde (dal 1964), Prospettive (dal 1985), Callicari, Biancavilla notizie, La Gazzetta dell’Etna e, negli ultimi anni attese alla cura dell’Opera Omnia di Antonio Bruno, concittadino e poeta futurista, su incarico del Comune di Biancavilla nel 1987.
Molto devoto, divenne nel 1967 Delegato regionale dei Terziari francescani, “Cooperatore e Zelatore” salesiano, collaboratore di “Azione francescana”, e nel 1968 Presidente dell’UCIIM (Unione Cattolica Insegnanti Italiani Medi).
Morì il 4 marzo 1993. Gli fu intitolata la Biblioteca Comunale di Biancavilla.

## Le opere
Sangiorgio è figura poliedrica, come dimostrano gli scritti raccolti in volume in Quando l’algente verno… (Biancavilla 2000) con l'introduzione di Salvatore Silvano Nigro.
Come poeta fu autore di sillogi:
- La pietra polita del mare. Prefazione di Anna Lo Monaco Aprile, presentazione di Mario Beretta, Edizioni Internazionali dell’Accademia Cenacolo G. Leopardi, Bergamo 1971 (ora in Quando l’algente verno…, pp. 25-104);
- Cuore che narra, Gabrieli, Roma 1975 (ora in Quando l’algente verno…, pp. 105-137), dedicata a Maria Cuscunà;
- Cielo e innocenza, pubblicata la prima volta in Quando l’algente verno…, pp. 139-184 e composta in occasione della nascita della figlia Maria Assunta Chiara;
- Dal cielo meco tu torni a piangere. Poesie religiose, pubblicata la prima volta in Quando l’algente verno…, pp. 185-201 e composta a commemorazione della morte del fratello Luigi il 15 febbraio 1991.

In tutte queste sillogi, scrive Cinzia Emmi, Nullità dell’essere perso nell’universo e fede sacra nell’ultraterreno: lettura esistenziale e fideistica della poesia di Gerardo Sangiorgio, in AA. VV., Annuario 2005 Beni Culturali, p. 28, «l'attenzione ai fenomeni della vita vissuta ai livelli personale ed universale, la riflessione sui comportamenti umani, la necessità di scoprire i significati riposti dell'esistere stesso, la luce divina che permea i messaggi del poeta agli uomini del proprio tempo [...]. La sua opera poetica è impregnata da una vena di malinconia che esplicita i dilemmi dell'esistere e l'imperscrutabilità del disegno divino. Eppure la forza di aggregazione fraterna degli uomini insegnatagli dalla lettura del poeta di Recanati e dai testi sacri, i sentimenti di amore e di affetto possono risanare il senso di vuoto e di smarrimento, possono alleggerire il gravame di un'esistenza che passa gioco forza per il dolore e la sofferenza».
Come narratore scrisse due racconti: I Due Romei e Il meglio d’altri tempi. Il primo ha come protagonisti due giovani, Carlo e Giovanni. Stanchi di una vita dissoluta, decidono di compiere un pellegrinaggio a Roma, Carlo per diventare frate francescano, Giovanni per sposare una ragazza di Ferrara. Durante il viaggio Carlo conosce Clara, sorella di Giovanni e dama di compagnia della signora del castello dove i due amici trovano ospitalità. La ragazza si innamora di Carlo, che alla fine decide di sposarla, consapevole del fatto che la purezza di vita non si conquista solo con la dignità dell'abito monacale, ma soprattutto con la santità del cuore. Il secondo racconto, il cui titolo riprende i vv. 90-91 di L'analfabeta dell'amato Gozzano, ha al centro la figura di Dino Nicolo. Egli, raccolto davanti alla tomba della moglie Enrica, morta da vent’anni, ricorda con commozione nel cuore il momento in cui l'ha conosciuta e la ringrazia dal profondo dell’anima per avergli trasmesso il dono della fede e con esso la certezza della protezione dell’occhio vigile del Signore.
Alla memorialistica appartengono le citate Memorie di prigionia.
Agli anni del servizio di leva a Piacenza, della partecipazione alla guerra in Grecia e della detenzione nei lager risalgono lettere e meditazioni, pubblicate per la prima volta in Una vita ancora più bella. La guerra, l’8 settembre, i lager. Lettere e memorie 1941-1945, a cura di S. Borzi, prefazione di F. Benigno, Nero su Bianco, Biancavilla 2020.
Multiforme la produzione saggistica, che spazia da interessi letterari a scritti di storia sull’amata Biancavilla.
Come critico letterario Sangiorgio si occupò di Massimo D’Azeglio (Su il “Niccolò de’ Lapi” di Massimo D’Azeglio), Manzoni (“La Rivoluzione francese del 1789”: saggio poco noto di Alessandro Manzoni), Edmondo De Amicis (Così E. De Amicis al periplo dell’Etna sulla Circumetnea). Particolarmente interessante per l’originalità di vedute lo scritto La Ginestra o il fiore del deserto, apparso nel 1946 su L’amico della gioventù, un periodico cattolico circolante in quegli anni all’Università di Catania, in cui vide nella celebre lirica un’apertura alla speranza e un vangelo di carità, in totale dissenso con la critica ufficiale del tempo, che riteneva invece il grande Recanatese un poeta ateo e nichilista. Originale anche quello su Gozzano (Ricordando Guido Gozzano), scritto in occasione del sessantesimo anno della scomparsa del poeta crepuscolare (9 agosto 1916), la cui grandezza egli seppe individuare ancora una volta contro la critica ufficiale, che invece lo riteneva un poeta di scarso valore; su Baudelaire (Carlo Baudelaire: poeta tra i più grandi, pubblicato per celebrare il 150º anno dalla nascita del poeta de I fiori del male – 9 aprile 1821, e Vitalità di Carlo Baudelaire anche in Italia), nelle cui liriche vide, ancora in controtendenza rispetto alla critica ufficiale, una forte impronta di spiritualità; e sul citato Antonio Bruno, che egli considera, di nuovo contro la critica ufficiale, non uno scrittore di secondaria importanza, ma di primo piano nel rinnovamento culturale che attraversò l’Europa agli inizi del Novecento. A lui dedicherà Antonio Bruno appassionato cultore di Giacomo Leopardi, Tutto Antonio Bruno nel titolo “Pickwick”, l’articolo su Prospettive dal titolo Presentazione al pubblico dell’opera del nostro grande Antonio Bruno, e Tanto ci ha detto di bello Antonio Bruno, scriverà la prefazione al volume di Giuseppe Caserta, Io, Antonio Bruno, Biancavilla 1992, e detterà il testo della lapide apposta sulla facciata di Palazzo Bruno in occasione della celebrazione del centenario della nascita e gli ultimi suoi interessi nel portare a compimento il progetto di pubblicarne l’Opera omnia su incarico del Comune nel 1987.

Altri scritti sono La morte e gli spiriti sommi, in cui sviluppa una riflessione sul tema della morte sulla scorta di pensieri di San Paolo, San Francesco, Mozart, San Francesco di Sales, il chirurgo Mario Dogliotti, il giornalista Virgilio Lippi, Leopardi, Dante e lo scrittore argentino Martinee Golvez; e Conservazione e innovazione fattori innovativi della civiltà latina, pubblicato su La Tecnica della scuola, 25 luglio 1952, in cui polemizza con il saggio Il metodo d'insegnamento di Aristide Gabelli, in cui il celebre pensatore positivista suggerisce alla cultura di ascendenza latina, dominata da istinto e passione, di cambiare radicalmente rotta, convertendosi a quella dei paesi anglosassoni, basata sul culto della ragione quale unico strumento conoscitivo. 
"Non è possibile", osserva Sangiorgio, "cancellare radicalmente con un semplice colpo di spugna la nostra concezione del mondo e della civiltà, in quanto questo non sarebbe vero e autentico progresso. La storia procede per «conservazione ed innovazione. Ciò vuol dire lasciar sussistere il meglio del passato e su di esso edificare»: abbattendo «la parte cadente sui ruderi, dalle calde basi, col nostro restauro, creiamo la nuova costruzione, come la vogliamo», dato che «in noi rivivono le conquiste di milioni e milioni di esseri pensanti e creatori, che ci hanno preceduto».
Come storico di Biancavilla tutti i suoi scritti sono improntati al bisogno di sottolineare l’importanza della memoria come elemento di identità e di consapevolezza. Da qui l’esame sulle origini di Biancavilla (Dall’ammirazione per l’amabile regina Bianca di Navarra nasce “Biancavilla”; A Biancavilla i solenni festeggiamenti del Patrono San Placido; L’apoteosi del martire benedettino San Placido; Ricorrenti spunti di autentica religione nella storia di Biancavilla; Biancavilla nella consueta pompa magna celebra il suo santo protettore), su figure eminenti della sua storia, quali Antonio Biondi, primo sindaco della città dopo l’Unità (Un biancavillese antiborbonico nella storia patria risorgimentale) e Padre Calaciura (Biancavilla – Un impegno, del Prevosto, diuturno, creativo e fervente di carità), su eventi centrali, come la rivolta antifascista del 24 dicembre 1943, una delle prime contro il regime, sottolinea con orgoglio (Biancavilla antesignana della Resistenza), sulle antiche usanze osservate nel periodo pasquale (Le festività pasquali a Biancavilla), su eventi di intensa spiritualità, quali la sosta presso la Basilica “Maria SS. Dell’Elemosina” delle spoglie mortali del cardinale Dusmet (Torna l’angelo della carità in ravvivata luce di amore), l’inaugurazione di un crocifisso artistico (Inaugurato artistico crocifisso nella Chiesa del monastero di S. Chiara), o luoghi di bellezza e di arte, quali il convento dei frati cappuccini (Il convento “San Francesco” di Biancavilla punto di riferimento di profonda spiritualità, di arte, di cultura), la cappella di San Placido all’interno della Basilica “Maria SS. Dell’Elemosina (L’apoteosi del martire benedettino San Placido)  o il Belvedere, cui dedica anche l’unica lirica scritta in dialetto (C’era ‘na vota a Biancavilla ”u Tunnu”, chiddu beddu e assai frichintatu della silloge Cielo e innocenza).

## Riconoscimenti
Per tale intensa attività non tardarono i primi riconoscimenti, alcuni dei quali molto prestigiosi:
- Nel 1968 diventa membro delle Accademie “Partenopea”, “San Marco”, “Leonardo da Vinci”, del Cenacolo Accademico “Giacomo Leopardi” e della Columbian Academy di St. Louis.
- Nel 1970 riceve la medaglia d’oro e diploma d’onore al Terzo trofeo poetico “La Capitale”, indetto dal “Centro Europeo di Cultura” di Bruxelles. Vince il primo premio al concorso “S. Caterina da Siena” dell’Ateneo “G. Gozzi”, e il secondo al concorso “Città di Campobasso”; la lirica Ti rivedo fra le barche, che confluirà nella silloge La pietra polita del mare, viene premiata al “Concorso Letterario Internazionale Poeti italiani nel mondo”.
- Nel 1971 ottiene con la raccolta La pietra polita del mare, recensita su autorevoli testate letterarie, il Primo premio speciale al Concorso internazionale letterario “Stella d’Italia”; viene nominato “Poeta di Sicilia”; il 18 agosto gli viene riservato il seggio nr. 448 nell’Accademia “Gli Immortali d’Italia”; viene premiato per la sezione “Poesia in Campidoglio” al Concorso internazionale di poesia e narrativa “Giuseppe Ungaretti”; l’8 ottobre diviene Accademico Tiberino; ottiene apprezzamenti dal Presidente della Repubblica per l’altezza della sua poesia; viene selezionato a Campobasso fra i cinquanta “migliori poeti d’Italia” per la raccolta Amore ’71; ottiene la segnalazione speciale al “Terzo Concorso Nazionale di poesia religiosa” di Taranto; la Columbian Academy gli conferisce la “Golden medal” al “Sesto incontro internazionale letterario”.
- Il 13 maggio del 1972 il “Centro culturale letterario e artistico portoghese” gli consegna il diploma onorifico “O journal de Felgueiras”; il giorno dopo viene premiato dall’Accademia “Partenopea” per la lirica Ignaro dell’approdo; l’Enciclopedia Universale degl’Immortali gli dedica una voce tra “I grandi di ieri e di oggi”; l’Accademia Mediterranea di Cultura lo annovera tra i Probi viri; il Cenacolo degli artisti ciampinesi “Giovanni XXIII” lo inserisce nell’antologia Modernapoetica; è premiato al “IV Concorso internazionale di poesia religiosa” con la lirica Tu sei che vivi in me; viene scelta la poesia Brandelli d’amore per l’antologia Amore mio, che reca incisioni di Massimo Campigli.
- Nel 1973 riceve il diploma d’onore e targa d’argento dall’Unione della Legion d’oro.
- Nel 1974 la casa editrice Lo Faro seleziona le sue liriche per l’agenda annuale.
- Nel 1977 la “Società Storica Catanese e dei poeti d’Italia” gli conferisce il diploma al merito.
- Nel 1981 l’Istituto Editoriale Universale di Catanzaro sceglie alcune sue liriche da inserire nel volume Antologia della poesia religiosa contemporanea.
- Nel 1983 riceve a Randazzo dalle mani dell’attrice Paola Borbone un ulteriore riconoscimento per la sua poesia.
- Nel 1987 infine viene nominato tra i Probi viri onorari del circolo culturale “Jacques Maritain”.